# Arokia Rajiv
Soundarajan Arokia Rajiv (* 22. Mai 1991 in Tiruchirappalli, Tamil Nadu) ist ein indischer Leichtathlet, der sich auf den 400-Meter-Lauf spezialisiert  hat.

## Sportliche Laufbahn
Erste internationale Erfahrungen sammelte Arokia Rajiv bei den Asienmeisterschaften 2013 in Pune, bei denen er in 46,63 s Platz sechs im 400-Meter-Lauf belegte sowie in 3:06,01 min Rang vier mit der indischen 4-mal-400-Meter-Staffel erreichte. 2014 nahm er mit der Staffel an den Commonwealth Games in Glasgow teil und wurde dort im Vorlauf disqualifiziert. Bei den Asienspielen in Incheon gewann er in 45,92 s die Bronzemedaille hinter dem Saudi Youssef Masrahi und Abubakar Abbas aus Bahrain und kam mit der Staffel nach 3:04,61 min auf den vierten Platz. Bei den Asienmeisterschaften 2015 in Wuhan folgte ein siebter Platz im Einzelbewerb in 46,65 s sowie Platz vier mit der indischen Stafette in 3:05,14 min. Anschließend nahm er an den Militärweltspielen im südkoreanischen Mungyeong teil, bei denen er im Einzelbewerb über 400 Meter in 45,57 s die Silbermedaille hinter dem Saudi Masrahi gewann sowie mit der indischen 4-mal-400-Meter-Staffel mit 3:05,34 min im Finale den fünften Platz belegte.
2016 qualifizierte er sich für die Olympischen Spiele in Rio de Janeiro, bei denen er im Vorlauf der 4-mal-400-Meter-Staffel wegen eines Regelverstoßes disqualifiziert wurde. Zuvor gewann er bei den Südasienspielen in Guwahati im Einzelbewerb in 46,23 s sowie mit der Staffel in 3:06,74 min die Goldmedaille. 2017 gewann Rajiv bei den Asienmeisterschaften in Bhubaneswar mit 46,14 s die Silbermedaille im Einzelbewerb hinter seinem Landsmann Muhammed Anas sowie Gold mit der Staffel und erhielt somit ein Freilos für die Weltmeisterschaften in London, bei denen er mit sich mit der Staffel nicht für das Finale qualifizieren konnte.
2018 nahm er erneut mit der Staffel an den Commonwealth Games im australischen Gold Coast teil und konnte dort sein Rennen mit der indischen 4-mal-400-Meter-Staffel im Finale nicht beenden. Ende August nahm er erneut an den Asienspielen in Jakarta teil und wurde dort in 45,84 s Vierter. Zudem gewann er mit der Staffel und der gemischten Staffel jeweils die Silbermedaille. 2019 wurde die bahrainische Mixed-Staffel wegen eines Dopingvergehens disqualifiziert und die Goldmedaille Indien zugesprochen. Im Jahr darauf belegte er bei den Asienmeisterschaften in Doha mit neuer Bestleistung von 45,37 s den vierten Platz und gewann mit der gemischten Staffel die Silbermedaille, während er mit der Männerstaffel disqualifiziert wurde.
2012 und 2015 wurde Rajiv jeweils Indischer Meister im 400-Meter-Lauf sowie mit der 4-mal-400-Meter-Staffel. Er absolvierte ein Studium am St Joseph’s College. Seine Schwester Elizabeth Rajiv ist Volleyballspielerin und sein Bruder Daniel Rajiv ist als Dreispringer aktiv.

## Persönliche Bestzeiten
- 100 Meter: 10,59 s (+1,1 m/s), 10. Juni 2018 in Gliwice
- 200 Meter: 20,66 s (+1,5 m/s), 15. August 2018 in Jablonec nad Nisou
- 400 Meter: 45,37 s, 22. April 2019 in Doha